# 1660'erne
Århundreder: 16. århundrede – 17. århundrede – 18. århundrede
Årtier: 1610'erne 1620'erne 1630'erne 1640'erne 1650'erne – 1660'erne – 1670'erne 1680'erne 1690'erne 1700'erne 1710'erne
År: 1660 1661 1662 1663 1664 1665 1666 1667 1668 1669
Begivenheder
Den franske dramatiker Molière er aktiv i dette årti og blandt hans stykker er Fruentimmerskolen fra 1662, Tartuffe fra 1664 og Misantropen fra 1666.
Personer